# Pampasmålla
Pampasmålla (Chenopodium borbasioides) är en amarantväxtart som beskrevs av A. Ludw., Paul Friedrich August Ascherson och Karl Otto Robert Peter Paul Graebner. Pampasmålla ingår i släktet ogräsmållor, och familjen amarantväxter. Arten förekommer tillfälligt i Sverige, men reproducerar sig inte.